# 박상우 (연출가)
박상우는 대한민국의 텔레비전 드라마 연출감독이다.

## 학력 및 경력
- MBC 프로듀서

## 드라마
- 2018년 MBC 수목 미니시리즈 《내 뒤에 테리우스》 ... 공동연출
- 2019년 ~ 2020년 MBC 토요 특별기획 드라마 《두 번은 없다》 ... 공동연출
- 2022년 ~ 2023년 MBC 금토 미니시리즈 《금혼령, 조선 혼인 금지령》 ... 공동연출
- 2024년 MBC 금토드라마  《지금 거신 전화는》 ... 공동연출